# 074号線 (チェコ)
チェコ国鉄074号線（チェラーコヴィツェ～ネラトヴィツェ線（チェコ語;Železniční trať Čelákovice–Neratovice）は、チェコ国鉄の鉄道線の名称である。
1883年、チェラーコヴィツェ～ネラトヴィツェ間がオーストリア地方鉄道によって開業した。その後オーストリア国有鉄道に移管され、1899年に全線が開業した。

## 運行形態
快速と普通が運行されている。

### 普通
各駅停車。チェラーコヴィツェ～ブランディース間は1時間に1本の運行。ブランディース～ネラトヴィツェ間は平日1～2時間に1本、休日2時間に1本の運行。チェラーコヴィツェで231号線のコリーン方面普通、ネラトヴィツェで070号線のプラハ方面・ムラダーボレスラフ方面普通と接続する。

### 臨時列車
- カレル１世号（特急） 
蒸気機関車。年1日のみ、プラハ - ネラトヴィツェ - ブランディース間に1往復運行する。ネラトヴィツェ以西は070号線に直通する。ネラトヴィツェ - ブランディース間ノンストップ。
2018年以前は、途中、ネラトヴィツェ町にも停車していた。
- 臨時普通列車 
蒸気機関車。年1日のみ、ムニェルニーク - ネラトヴィツェ - ブランディース間に1往復運行する。ネラトヴィツェ以西は070号線に直通する。074号線内は快速と同じ停車駅だる。

### 過去の運行系統
- 快速「スピェシニー(Sp)」
旧型客車を用いた「モホフスキー・モトラーチェク」号が、2017年にのみ運行していた。モホフ - チェラーコヴィツェ - ネラトヴィツェ - チャコヴィツェ間に一日4往復運行していた。チェラーコヴィツェ以東は233号線に、ネラトヴィツェ以西は070号線に直通していた。

## 駅一覧
以下では、チェコ国鉄074号線の駅と営業キロ、停車列車、接続路線などを一覧表で示す。
- 種別
  - Sp：快速（休止中）
  - Os：普通
- 停車駅
  - ■印：全列車停車
  - ●印：一部通過
  - ●印：一部停車
  - ｜印：全列車通過

| 路線名 | 駅名                                         | 駅間営業キロ | 累計営業キロ               | 累計営業キロ               | Sp | Os | 接続路線                                                      | 所在地         | 所在地           |
| ------ | -------------------------------------------- | ------------ | -------------------------- | -------------------------- | -- | -- | ------------------------------------------------------------- | -------------- | ---------------- |
| 074    | チェラーコヴィツェ駅                         | -            | チェラーコヴィツェから 0.0 |                            | ■  | ■  | 232号線（コリーン方面、プラハ方面） 233号線（モホフ方面）     | 中央ボヘミア州 | 東プラハ郡       |
| 074    | チェラーコヴィツェ停留所                     | 1.7          | 1.7                        |                            | ｜ | ■  |                                                               | 中央ボヘミア州 | 東プラハ郡       |
| 074    | ラーズニェ・トウシェニ駅                     | 2.0          | 3.7                        |                            | ■  | ■  |                                                               | 中央ボヘミア州 | 東プラハ郡       |
| 074    | ブランディース・ナド・ラベム停留所           | 2.7          | 6.4                        |                            | ｜ | ■  |                                                               | 中央ボヘミア州 | 東プラハ郡       |
| 074    | ブランディース・ナド・ラベム・ザープスカー駅 | 1.0          | 7.4                        |                            | ｜ | ■  |                                                               | 中央ボヘミア州 | 東プラハ郡       |
| 074    | ブランディース・ナド・ラベム駅               | 0.9          | 8.3                        | ブランディース旧駅から 0.8 | ■  | ■  |                                                               | 中央ボヘミア州 | 東プラハ郡       |
| 074    | ポレラディ・ナド・ラベム駅                   | 4.0          | 12.3                       | 4.8                        | ｜ | ■  |                                                               | 中央ボヘミア州 | 東プラハ郡       |
| 074    | コステレツ・ナド・ラベム駅                   | 2.9          | 15.2                       | 7.7                        | ■  | ■  |                                                               | 中央ボヘミア州 | ムニェルニーク郡 |
| 074    | イルジツェ駅                                 | 3.7          | 18.9                       | 11.4                       | ｜ | ■  |                                                               | 中央ボヘミア州 | ムニェルニーク郡 |
| 074    | ロブコヴィツェ駅                             | 1.8          | 20.7                       | 13.2                       | ｜ | ■  |                                                               | 中央ボヘミア州 | ムニェルニーク郡 |
| 074    | ネラトヴィツェ町駅                           | 1.0          | 21.7                       | 14.2                       | ■  | ■  |                                                               | 中央ボヘミア州 | ムニェルニーク郡 |
| 074    | ネラトヴィツェ駅                             | 1.3          | 23.0                       | 15.5                       | ■  | ■  | 070号線（ボレスラフ方面、プラハ方面） 092号線（クラルピ方面） | 中央ボヘミア州 | ムニェルニーク郡 |